# Ligne Violette

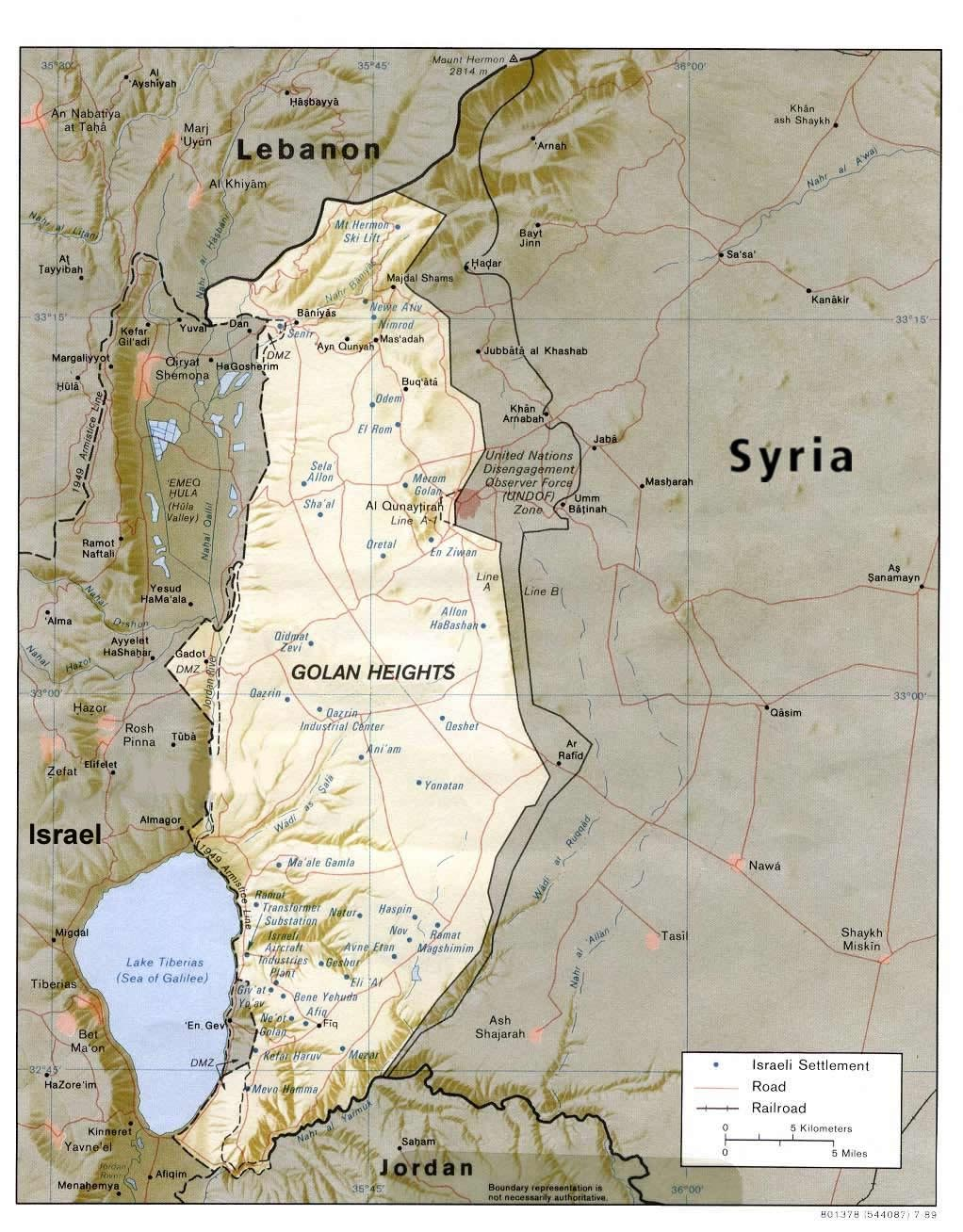
La zone de la FNUOD (« UNDOF » sur la carte), ou « ligne violette », sur le plateau du Golan, sert de frontière de facto entre Israël et la Syrie.

La Ligne Violette est la ligne principale de cessez-le-feu entre Israël et la Syrie après la guerre des Six Jours de 1967 et sert de frontière de facto entre les deux pays.

## Histoire
La Syrie a obtenu son indépendance de la France en 1946 et le 14 mai 1948, l'Angleterre se retirait  de Palestine tandis qu'Israël déclarait son indépendance.
Les forces syriennes ont participé à la guerre israélo-arabe de 1948 entre les forces arabes et le nouvel État d’Israël. En 1949, des accords d'armistice furent signés et une frontière provisoire entre la Syrie et Israël fut délimitée (sur la base de la frontière internationale de 1923 selon la conférence de San Remo). Les forces syriennes et israéliennes s'affrontèrent à de nombreuses reprises au printemps 1951. Les hostilités, nées de l'opposition syrienne à un projet de drainage israélien dans la zone démilitarisée, ont cessé le 15 mai, après l'intervention du Conseil de sécurité des Nations unies .[réf. nécessaire]

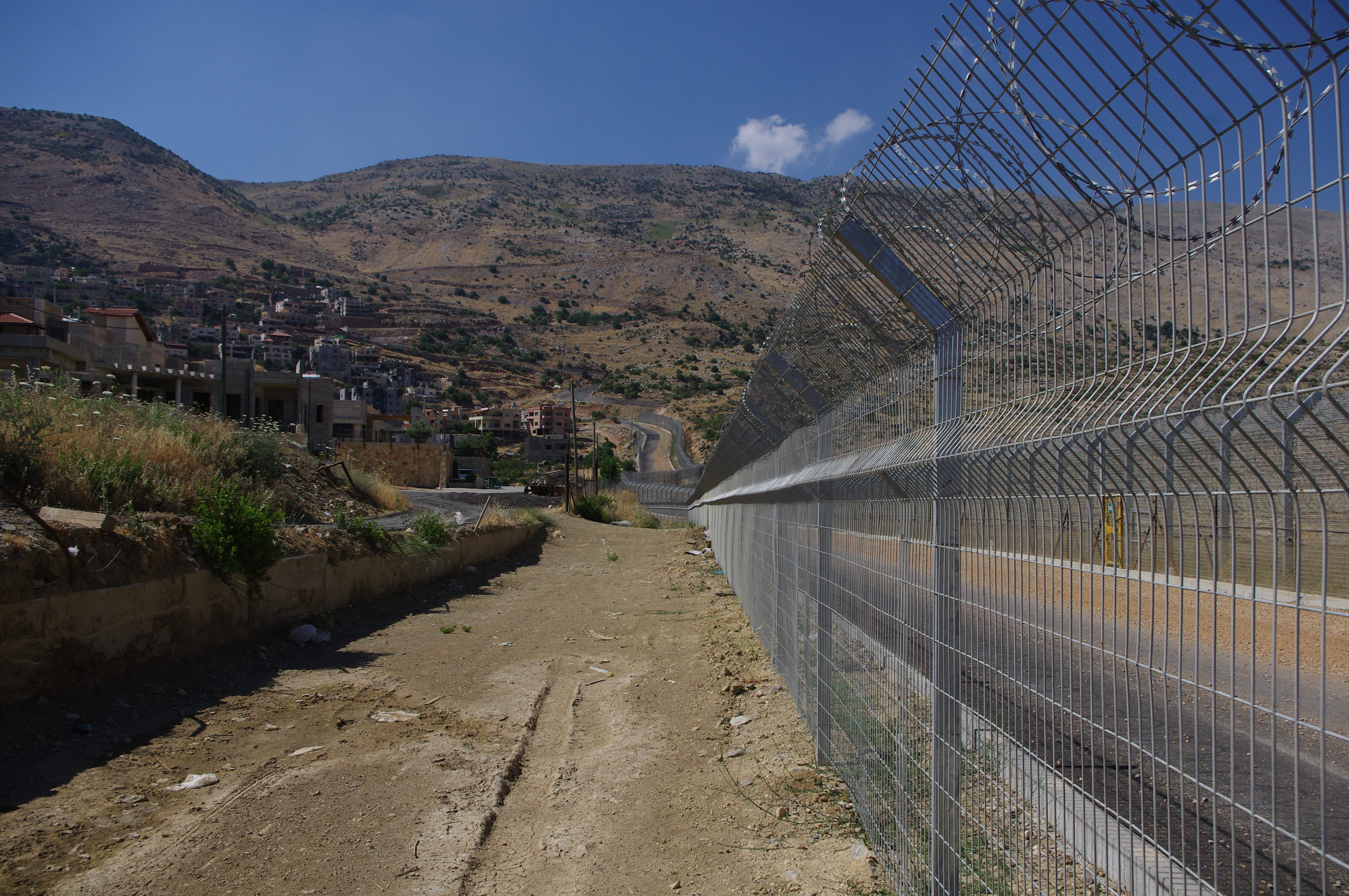
La Ligne Violette à travers Majdal Shams sur les hauteurs du Golan

En juin 1967, après avoir combattu la Syrie, la Jordanie et l'Égypte lors de la guerre des Six Jours, Israël a capturé toute la longueur du plateau du Golan, y compris sa principale ville, Quneitra. La ligne de cessez-le-feu qui en a résulté (surnommée la « Ligne violette » car elle était tracée avec cette couleur sur les cartes de l'ONU)[réf. nécessaire] était surveillée par une série de positions et de postes d'observation tenus par des observateurs de l'Organisme des Nations Unies chargé de la surveillance de la trêve  et est devenue la nouvelle frontière effective entre Israël et la Syrie.
Lors d'une attaque surprise consistant en une poussée blindée massive, les Syriens ont traversé la Ligne Violette et pénétré dans les hauteurs du Golan durant la guerre du Kippour de 1973. Après plusieurs jours de combats très intenses sur le Golan, ils ont été repoussés profondément à l'intérieur de la Syrie et Israël a conquis davantage de territoire à l'intérieur de la Syrie au-delà de la Ligne Violette au moment où un cessez-le-feu a été conclu. Lors des négociations de désengagement qui ont suivi la guerre, Israël et la Syrie ont convenu, le 31 mai 1974, de retirer leurs forces respectives sur les hauteurs du Golan jusqu'à la Ligne Violette. Le même jour, une zone tampon des Nations Unies a été mise en place et la zone de la Force des Nations Unies chargée d'observer le désengagement (FNUOD) a été établie par les Nations Unies après l'adoption de la résolution 350 du Conseil de sécurité de l'ONU.

## Incursions israéliennes dans le gouvernorat de Qouneitra
Le 8 décembre 2024, au milieu et à la suite de la bataille décisive de Damas et de la chute du régime d'Assad, des unités blindées israéliennes ont avancé dans la zone tampon de la Force des Nations Unies chargée d'observer le désengagement (UNDOF) entre la Syrie et les hauteurs du Golan occupées par Israël, ciblant la campagne centrale du gouvernorat de Quneitra avec des tirs d'artillerie,. L'opération a marqué la première fois en plus de 50 ans que des forces israéliennes se stationnaient dans cette zone, après les accords de cessez-le-feu du 31 mai 1974, à la suite de la guerre du Kippour.
Après la chute de Damas, le Premier ministre israélien Benjamin Netanyahu a déclaré que, puisque l'Armée arabe syrienne avait abandonné ses positions, l'accord frontalier de 1974 avec la Syrie était caduc. Il a ajouté que, pour prévenir toute menace potentielle, il avait ordonné à l'armée israélienne (IDF) de reprendre temporairement le contrôle de la Ligne Pourpre, que l'IDF avait quittée en 1974, jusqu'à ce qu'un accord soit conclu avec le nouveau gouvernement en Syrie.
Le 9 décembre 2024, des objectifs militaires spécifiques ont été assignés aux Forces de défense israéliennes (IDF) par le ministre de la Défense, Israel Katz. Ces objectifs incluaient la prise totale de la zone tampon et des positions environnantes, la création d'une zone de sécurité s'étendant au-delà de la zone tampon, dépourvue d'armes lourdes et d'infrastructures militaires, ainsi que la prévention des routes de contrebande d'armes iraniennes vers le Liban via la Syrie.